# ニホンザル・スキトオリメ (オペラ)
『ニホンザル・スキトオリメ』は、日本の作曲家間宮芳生が木島始の同名の童話を題材として作曲した、日本語のオペラ。プロローグとエピローグを持つ全1場、8景からなる。演奏時間約80分。

## 作曲の経緯
木島始による大人のための童話『ニホンザル・スキトオリメ』は1957年に発表された作品で、その後、NHKの委嘱を受けた間宮芳生の依頼でオペラ台本に書き直された。台本では原作にない語り部として「木」と、その聞き手として「男」が加えられた。間宮は1964年のほぼ1年間をこのオペラの作曲に費やしている。1965年に完成したこのオペラはNHKで同年放送初演され、芸術祭奨励賞を受賞した。翌1966年に舞台初演された。

## 構成とあらすじ
- プロローグ 年輪の秘密：クスノキの木目の秘密を知ろうとする男に、木が物語始める
- 第1景 森の肖像画コンテスト：猿の国では女王の肖像画コンテストが行われ、スキトオリメが1等賞をとる
- 第2景 サルたちの姿とたましい：スキトオリメは旅に出て、猿であって猿でない人間を知る
- 第3景 美しい女王ザルの望み：女王ザルは自分の美しさを永遠に伝える画を望む
- 第4景 画カキザルの投獄：スキトオリメは会心の画を描くが、女王に木の洞穴へ投獄されてしまう
- 第5景 奇怪な絵 ざわめく森：犬たちの攻撃に備え、女王はソノトオリメの描いた肖像画を猿たちに持たせる
- 第6景 ホラアナの爪あと：スキトオリメは木の洞穴の壁に猿の真実の姿を描きつくしていく
- 第7景 末期（まつご）の耳：死期の迫った女王ザルに、オトモザルは女王の美しさは永遠だと安心させる
- 第8景 炎あれくるう：犬たちはなついた人間に森をすっかり焼き払わせる
- エピローグ 芽生えの肌ざわり：男にはスキトオリメの描いた画が見えてくる

## 登場人物
- 女王ザル：猿の国の女王
- オトモザル：女王の従僕
- スキトオリメ：真実を描きつくそうとする画カキザル
- ソノトオリメ：なんでもその通りに描く画カキザル
- 男：木の語る話の聞き手
- 木：自らの洞穴に画が描かれているクスノキで、物語の語り部
- サルたち（合唱）：猿の国の民衆

## 楽器編成
標準的な三管編成のオーケストラに、オルガン、バグパイプ、リュート、リコーダー（ブロック・フレーテ）が加わる。これについて間宮は次のように述べている。「人物たちの具体的なイメージや、人物同志の関係の展開を音の中により具体的に定着するためにも、また猿たちの葛藤の場と、楠の証言の場との対比のためにも、表現手段と方法は、景ごとに多岐にわたることになった。たとえば、バグパイプや、ルネッサンス様式のアンサンブルを通常のオーケストラと対比させて扱ったり、戦争の場面にパイプオルガンを導入したりした」。「古楽器のアンサンブルが必要に思われたのは、この物語が中世の十字軍の闘い、あるいはヨーロッパの宗教戦争のようなイメージを抱かせるからだ」。

## 初演・再演
- 放送初演：1965年11月22日　NHK第1、第2のステレオ放送　指揮：若杉弘、管弦楽：NHK交響楽団、女王ザル（S）：滝沢三重子、オトモザル（Bar）：友竹正則、絵かきザル・スキトオリメ（T）：金谷良三、ソノトオリメ（Bar）：中村義春、木（Bar）：平野忠彦、男：日下武史、合唱：東京混声合唱団[9]。 (放送初演の録音が2019年6月29日と7月6日のNHKFM「クラシックの迷宮」で2回に分けて放送された。その記録では、管弦楽が「東京フィルハーモニー交響楽団とプロコルデ室内管弦楽団」、となっている[10]）
- 舞台初演：1966年3月14日　東京文化会館　第6回NHK音楽祭　創作歌劇の夕べ　指揮：若杉弘、管弦楽：NHK交響楽団、女王ザル（S）：滝沢三重子、オトモザル（Bar）：友竹正則、絵かきザル・スキトオリメ（T）：金谷良三、ソノトオリメ（Bar）：中村義春、木（Bar）：平野忠彦、男：生井健夫、サルたち：東京混声合唱団／劇団青芸[5]
- 再演：2019年1月27日　すみだトリフォニーホール　オーケストラ・ニッポニカ第34回演奏会　間宮芳生90歳記念　指揮：野平一郎、管弦楽：オーケストラ・ニッポニカ、女王ザル（S）：田崎尚美、オトモザル（Bar）：原田圭、絵かきザル・スキトオリメ（T）：大槻孝志、ソノトオリメ（Bar）：山下浩司、木（Bar）：北川辰彦、男：根本泰彦、サルたち：ヴォーカル・コンソート東京／コール・ジューン[11] [12] (この公演は第17回佐川吉男音楽賞を受賞した[13])